# Cardo-das-vinhas
O cardo-das-vinhas, cardo-hemorroidal ou cardo-rasteiro (Cirsium arvense) é uma planta do género Cirsium, nativa da Europa, Ásia e norte de África, considerada espécie invasora e daninha no Brasil, Canadá e Estados Unidos.
É uma planta perene herbácea com raizes subterrâneas que lançam talos, alcançando 1-2 metros de altura. As folhas são muito espinhosas e lobuladas de até 20 cm de largura e 2–3 cm de largura. As inflorescências terminais têm um diâmetro de 1–2 cm e cor rosa púrpura. As sementes têm 4–5 mm de comprimento e possuem um penacho que facilita a sua disseminação pelo vento.

## Ecologia

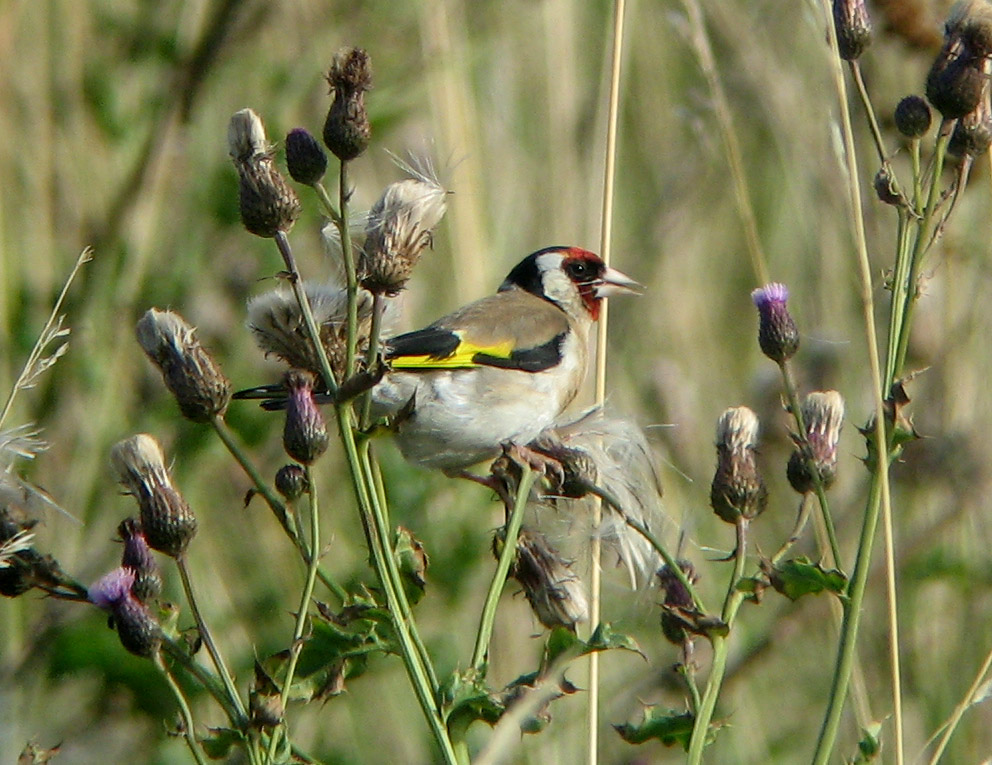
Um pintassilgo a comer sementes de cardo-das-vinhas.

As sementes são um alimento importante para os pintassilgos e pintarroxos, e em menor escala para outros fringilídeos. A sua folhagem serve de alimento a mais do que 20 espécies de lepidópteros, incluindo a borboleta bela-dama, e a Ectropis crepuscularia, e várias espécies de afídeos.

## Usos
Tal como outras espécies da família Cirsium, as raízes são comestíveis, ainda que raramente usadas, principalmente devido a sua tendência a originar flatulência em algumas pessoas. A raiz primária é considerada a mais nutritiva. As folhas são também comestíveis, ainda que os espinhos tornem a sua preparação para alimentação demasiadamente trabalhosa para valer a pena.